# Arturo Pomar
Pour les articles homonymes, voir Pomar.
Arturo Pomar Salamanca, né le 1er septembre 1931 à Palma de Majorque et mort le 26 mai 2016 à Barcelone, est un joueur d'échecs espagnol. Champion d'Espagne à six reprises entre 1946 (à quatorze ans) et 1966, il fut le premier joueur espagnol à obtenir le titre de grand maître international en 1962.

## Biographie et carrière
Arturo Pomar était considéré comme un prodige pendant sa jeunesse. Il apprit à jouer de son père à cinq ans. À dix ans, il finit deuxième du championnat des Baléares et fut envoyé pour représenter les ïles au championnat national à Madrid (où il finit dernier). À onze ans, il remporta le championnat des Baléares. Il  disputa son premier tournoi international à Madrid en 1943 (tournoi remporté par Paul Keres) et battit Friedrich Sämisch. En 1944 et 1945, il participa à quatre tournois avec le champion du monde Alexandre Alekhine.
Pomar remporta six fois le championnat d'Espagne : la première fois en 1946 (à quatorze ans), puis en 1950, 1957, 1958, 1962 et 1966. Il termina deuxième à quatre reprises (en 1951, 1956, 1964 et 1969). En 1960, à Madrid, il finit premier du tournoi zonal, ex æquo avec Lajos Portisch, Svetozar Gligoric et Jan Hein Donner, et obtint le titre de maître international. Grâce à ce succès, il était qualifié pour le tournoi interzonal de Stockholm 1962 où il termina onzième sur vingt-trois joueurs, ex æquo avec Friðrik Ólafsson, marquant 12 points sur 22 et battant le grand maître soviétique Efim Geller.
Durant sa carrière, Pomar remporta les tournois de :
- Paris 1949,
- Gijon 1955,
- Santander 1958,
- Madrid 1959,
- le tournoi Costa del Sol
  - en 1961 (à Torremolinos, ex æquo avec Gligoric)[3],
  - en 1964 (à Torremolinos et Malaga, devant Portisch)
  - en 1971 (à Malaga, devant Bisguier, Benko et Ciocaltea)
- Palma 1965 (ex æquo avec O'Kelly et Darga),
- Alicante 1975
- Alès 1981.

À La Nouvelle-Orléans en 1954, au championnat open des États-Unis, Pomar finit deuxième au départage derrière Larry Evans. En 1966, il finit deuxième derrière Mikhaïl Tal du tournoi de Palma, devant Portisch, Ivkov, Matanovic et deuxième, la même année, du tournoi IBM d'Amsterdam remporté par Mikhaïl Botvinnik. En 1972, il termina deuxième du tournoi de Wijk aan Zee remporté par Portisch.

## Compétitions par équipe

### Olympiades
De 1958 à 1980, Pomar participa à douze olympiades, jouant neuf fois au premier échiquier de l'équipe d'Espagne (en 1958 et de 1960 à 1976), deux fois au deuxième échiquier (en 1960 et 1978) et la dernière fois au troisième échiquier (en 1980). Il remporta la médaille de bronze individuelle au deuxième échiquier en 1960 avec cinq victoires et sept parties nulles.

### Championnat d'Europe par équipe
Pomar ne disputa qu'une finale du championnat d'Europe d'échecs des nations : en 1970, l'Espagne finit septième sur huit équipes.

### Coupe Clare Benedict
Pomar a disputé quinze coupe Clare Benedict avec l'Espagne de 1959 à 1977, jouant quatorze fois au premier échiquier, et lors de sa dernière participation, en 1977, au deuxième échiquier. Il remporta sept médailles d'or individuelles au premier échiquier et huit médailles par équipe (dont la médaille d'or par équipe en 1970).